# Меоний
Меоний (лат. Maeonius; убит в 267 году) — римский узурпатор из числа тридцати тиранов.
Согласно Требеллию Поллиону, Меоний был двоюродным братом царя Пальмиры Одената. Зонара называл его племянником. Меоний вместе со второй женой царя Зенобией составил заговор против Одената, в результате которого Оденат и его сын от первой жены Герод были убиты. Зенобия хотела, чтобы её сын Вабаллат наследовал Оденату.
Требеллий Поллион описывал его как «грязнейшего развратника» и вскоре после заговора Меоний был убит солдатами.